# جورج جاكسون (لاعب كرة قاعدة)
جورج جاكسون (بالإنجليزية: George Jackson)‏ هو لاعب كرة قاعدة أمريكي، ولد في 2 يناير 1882 في سبرينغفيلد في الولايات المتحدة، وتوفي في 26 نوفمبر 1972 في كيلبورن في الولايات المتحدة.

## وصلات خارجية
- جورج جاكسون على موقعبيزبول رفرنس.كوم (الدوري الرئيسي) (الإنجليزية)
- جورج جاكسون على موقعبيزبول رفرنس.كوم (الدوري الثانوي) (الإنجليزية)